# Julie d'Aubigny
Julie d'Aubigny (1670 / 1673–1707), mai cunoscută sub numele de Mademoiselle de Maupin sau La Maupin, a fost o spadasină și o cântăreață de operă din secolul al XVII-lea. Cariera ei zbuciumată și viața extraordinară au făcut obiectul bârfelor și poveștilor pipărate din timpul ei,  inspirând numeroase portretizări după aceea. Théophile Gautier pe ea și-a bazat, în mod liber, personajul Madeleine de Maupin, din romanul său Mademoiselle de Maupin (1835). 

## Copilăria
Julie d'Aubigny s-a născut în 1673 tatăl său fiind Gaston d'Aubigny, secretar al lui Louis de Lorraine-Guise, conte d'Armagnac, Mare Scutier (superintendent al grajdurilor regale) al regelui Ludovic al XIV-lea. Tatăl ei antrena pe pajii curții și așa se face că și fiica sa a învățat să danseze, să citească, să deseneze și să dueleze alături de paji, îmbrăcându-se ca un băiat de la o vârstă fragedă. În 1687, contele d’Armagnac a căsătorit-o cu Sieur de Maupin din Saint-Germain-en-Laye, ea devenind Madame de Maupin (sau pur și simplu „La Maupin” după obiceiul francez). La scurt timp după nuntă, soțul ei a primit o poziție administrativă în sudul Franței, dar contele o reținea la Paris în scopuri proprii. 

## Tinerețe și reputație teribilă

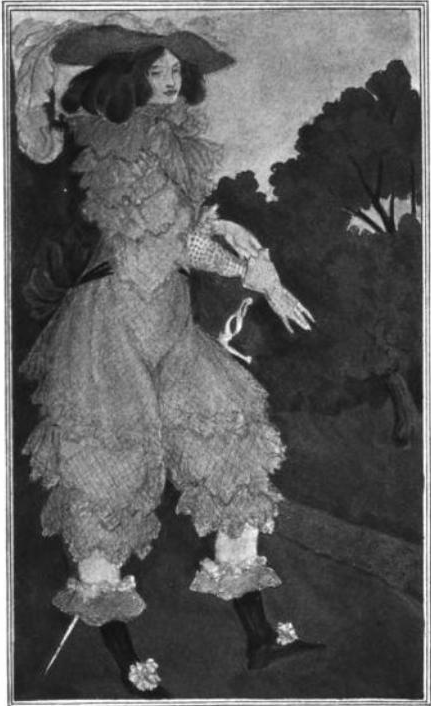
Portret fictiv al Mademoisellei de Maupin, din Șase desene ilustrând romanul lui Théophile Gautier Mademoiselle de Maupin, realizat de Aubrey Beardsley, 1898.

Tot în jurul anului 1687, La Maupin a avut o legătură cu un maestru de scrimă numit Sérannes. Când locotenentul general de poliție Gabriel Nicolas de la Reynie a încercat să-l prindă pe Sérannes pentru că a ucis un bărbat într-un duel ilegal, perechea a fugit din oraș la Marsilia. 
Pe drumul spre sud, La Maupin și Sérannes își câștigau existența dând demonstrații de scrimă și cântând în taverne și târguri locale. În timp ce călătoreau și dădeau spectacole improvizate, La Maupin se îmbrăca în haine bărbătești, dar nu ascundea faptul că era femeie. La sosirea la Marsilia, ea s-a alăturat companiei de operă condusă de Pierre Gaultier, cântând sub numele ei de fată, Julie d'Aubigny. 
În cele din urmă, s-a plictisit de Sérannes și a avut o idilă cu o fată. Când părinții acesteia au închis-o în mănăstirea Visitandines din Avignon, La Maupin  a urmat-o, intrând în mănăstire ca postulantă. Pentru a fugi cu noua ei dragoste, a furat trupul unei călugărițe moarte, l-a așezat în patul iubitei sale și a dat foc camerei pentru a le acoperi evadarea.                                                 Aventura lor a durat trei luni, după care tânăra s-a întors în familia ei. La Maupin a fost acuzată in absentia - ca bărbat - de răpire, profanare de cadavru, incendiuere și neprezentare în fața tribunalului. Sentința era arderea pe rug.     
La Maupin a plecat la Paris unde își câștiga din nou viața cântând. În apropiere de Poitiers, a întâlnit un actor bătrân, pe nume Maréchal, care a început să o învețe până când alcoolismul său s-a agravat și el a trimis-o la Paris. 
În Villeperdue, purtând încă haine bărbătești, a fost insultată de un tânăr nobil. Au luptat în duel și ea și-a înfipt lama în umărul lui. A doua zi, ea a întrebat despre sănătatea lui și a aflat că este Louis-Joseph d'Albert Luynes, fiul Ducelui de Luynes. Mai târziu, unul dintre însoțitorii săi a venit să-și ofere scuzele lui d’Albert. Ea a mers în camera lui și, ulterior, au devenit iubiți și, mai târziu, prieteni pe viață. 
După ce contele d'Albert și-a revenit și a trebuit să se întoarcă la unitatea sa militară, La Maupin și-a continuat cariera ăn Rouen. Acolo l-a cunoscut pe Gabriel-Vincent Thévenard, un alt cântăreț și a început o nouă aventură cu el. Au mers împreună la Paris, în speranța de a se angaja la Opéra de Paris. În Marais, l-a contactat pe contele d’Armagnac pentru ajutor împotriva sentinței care atârna peste ea. El a convins regele să-i acorde o iertare și să îi permită să cânte la Opéra de Paris. 

## La Operă și viața adultă
Opera din Paris a angajat-o pe La Maupin în 1690, după ce a refuzat-o inițial. Ea s-a împrietenit cu un cântăreț în vârstă, Bouvard, iar el și Thévenard l-au convins pe Jean-Nicolas de Francine, administratorul regelui, să o accepte în companie. A debutat ca Pallas Athena în Cadmus et Hermione de Jean-Baptiste Lully în același an. A cântat regulat la Opéra, cântând mai întâi ca soprană, iar mai târziu în gama ei de contralto, mai naturală. Marchizul de Dangeau a scris în jurnalul său despre o reprezentație a lui La Maupin, dată la Trianon în Omphale de Destouches, în 1701, remarcând că avea "cea mai frumoasă voce din lume". 
La Paris, și mai târziu la Bruxelles, a cântat sub numele de Mademoiselle de Maupin, deoarece cântăreții li se adresau cu „mademoiselle”, indiferent dacă erau căsătorite sau nu. 
Datorită vocii frumoase a Mademoisellei de Maupin, a măiestriei sale actoricești și a alurii sale androgine, a devenit populară în rândul publicului, deși relația cu colegii și actrițele a fost uneori furtunoasă. Ea l-a bătut pe celebrul cântăreț Louis Gaulard Dumesny, după ce le-a înjurat pe femeile membre ale trupei, iar un duel spiritual de legendă cu Thévenard a fost discuțată de tot Parisul. De asemenea, s-a îndrăgostit de Fanchon Moreau, o altă cântăreață, amanta Marelui Delfin și a încercat să se sinucidă atunci când a fost respinsă. 
Cariera ei din Paris a fost întreruptă în jurul anului 1695, când a sărutat-o pe o tânără la un bal al societății și a fost provocată la duel de trei nobili diferiți. Ea i-a bătut pe toți, dar încălcat astfel ordinul regelui care interzicea duelurile la Paris. A fugit la Bruxelles pentru a aștepta vremuri mai calme. Acolo, ea a fost, în scurt timp, amanta lui Maximilian II Emanuel, electorul Bavariei. 
În timp ce se afla la Bruxelles, Mademoiselle de Maupin a apărut la Opéra du Quai au Foin din noiembrie 1697 până în iulie 1698, după care s-a întors la Opéra de Paris pentru a o înlocui pe  Marie Le Rochois care s-a retras. Ea și prietenul ei d'Albert au avut probleme cu legea de-a lungul anilor: el pentru încă un duel fatal și ea pentru că a bătut proprietarul. 
Până în 1705, La Maupin a cântat în noi opere de Pascal Collasse, André Cardinal Destouches și André Campra . În 1702, André Campra a compus rolul lui Clorinde în Tancrède special pentru gama ei bas-dessus (contralto). A cântat pentru curtea de la Versailles în mai multe rânduri și a cântat din nou în multe dintre producțiile majore ale Operei. A apărut pentru ultima oară în La Vénitienne de Michel de La Barre (1705). 
Ultimii ani ai carierei ei au fost petrecuți într-o relație cu Marie Louise Thérèse de Senneterre, la Marquise de Florensac, la moartea căreia La Maupin a fost de inconsolabilă. S-a retras din operă în 1705 și s-a refugiat într-o mănăstire, probabil în Provence, unde se crede că a murit în 1707 la 33 de ani. Nu se știe unde este înmormântată. 

## Mademoiselle de Maupina lui Théophile Gautier
Théophile Gautier, deși i s-a cerut să scrie o poveste despre viața Juliei d’Aubigny, a creat romanul Mademoiselle de Maupin, publicat în 1835, luând unele aspecte din viața adevăratei La Maupin ca punct de plecare și numind unele dintre personaje după ea și după cunoscuții ei. Viața personajului central a fost privită dintr-o optică romantică, de tipul „totul pentru dragoste”. D'Albert și amanta sa Rosette sunt amândoi îndrăgostiți de androginul Théodore de Sérannes, despre care niciunul dintre ei nu știe că este cu adevărat Madeleine de Maupin. Piesa As You Like It a lui Shakespeare, în care La Maupin, care trece drept Théodore, joacă rolul lui Rosalind jucând rolul lui Ganymede, oglindește îmbrăcămintei de ambe sexe a eroinei. Preamărirea iubirii senzuale, indiferent de gen, a fost radicală, iar cartea a fost interzisă de către Societatea din New York pentru Suprimarea Vici și de autorităților din alte părți. 

## Roluri de operă jucate
- Magician în Didon de Henri Desmarets (Paris, 1693)
- Clorinde în Tancrède de André Campra (Paris, 1702)
- Diana și Thétis în Iphigénie en Tauride de Campra (Paris, 1704)
- Mélanie și Vénus în Alcine de Campra (Paris, 1705)

## Portretizări
În afară de Mademoiselle de Maupin, de Gautier, La Maupin a fost înfățișată de mai multe ori în diferite lucrări artistice: 
- Labie, Charles și Augier, Joanny (1839), La Maupin, ou, Une vengeance d’actrice: comedie-vaudeville en un acte Mifliez, Paris. (In franceza. )
- La Maupin, the Musical Arhivat în 6 decembrie 2019, la Wayback Machine. (2017), debutând la 2017 Fresh Fruit Festival din New York.
- Evans, Henri (1980) Amand și continuarea sa (1985) La petite Maupin, Franța Loisirs, Paris. (In franceza. )
- Dautheville, Anne-France (1995), Julie, chevalier de Maupin J.-C. Lattes, Paris.(în franceză)
- Gardiner, Kelly, 2014, Zeiță Arhivat în 4 iulie 2014, la Wayback Machine., Fourth Estate / HarperCollins, Sydney (în engleză)
- Julie, chevalier de Maupin (2004), mini-serie de televiziune. (în franceză)
- Madamigella di Maupin (1966), film. (în italiană)